# Igreja Católica no Barém
A Igreja Católica no Barém, é parte da Igreja Católica universal, em comunhão com a liderança espiritual do Papa, em Roma, e da Santa Sé. A população do país é de maioria muçulmana xiita. A maior parte dos cristãos bareinitas são estrangeiros, que vivem no país a trabalho, além de uma pequena quantidade de nativos. A fé cristã pode ser praticada em locais privados, e não pode haver proselitismo aos muçulmanos e nem insultos ao islã. A lista mundial da perseguição de 2023, elaborada pela Fundação Portas Abertas, classificou o país como o 65.º que mais persegue os cristãos.

## História

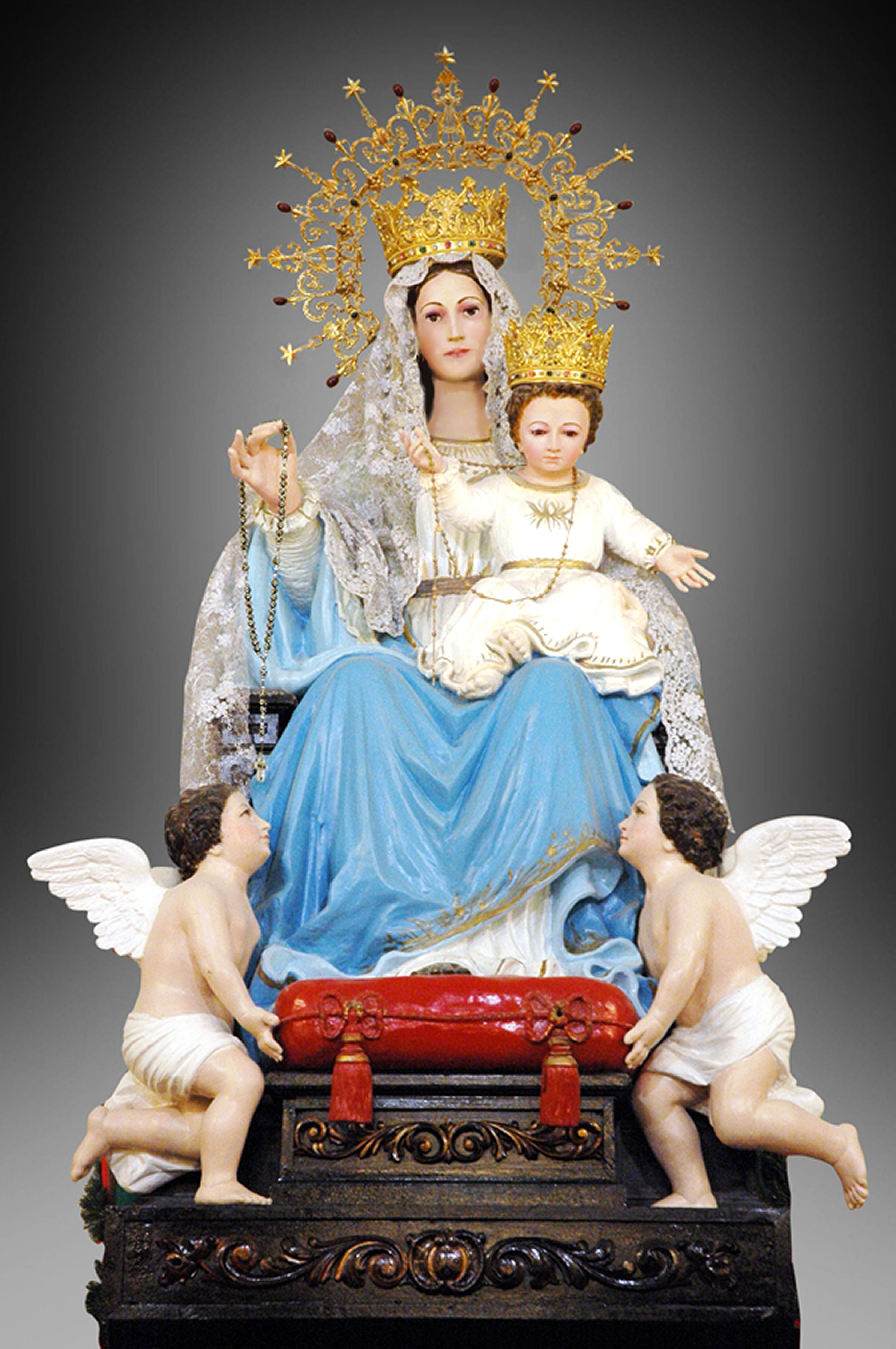
Imagem de Nossa Senhora da Arábia

As tradições cristãs afirmam que a Arábia foi primeiramente evangelizada pelo Apóstolo Bartolomeu. No século III a região já era território de uma diocese árabe. No século seguinte, o número de cristãos vinha em crescimento, aliado também à perseguição que os mesmos vinham sofrendo na Pérsia, no ano 339, de modo que o Barém era considerado um refúgio seguro.
Parte das ações da Igreja foram prejudicadas pelo crescimento da heresia nestoriana. Ruínas de um mosteiro desse período foram encontradas em Samaheej, e de outro em Al-Dair, já que essa é a palavra em aramaico para mosteiro. Registros do período nestoriano evidenciam que a presença cristã entre os séculos V e VII estava bem enraizada. Há registros da participação regular de bispos bareinitas em concílios, como no Primeiro Concílio de Niceia, em 325. Exércitos árabes conquistaram a região, em 633, introduzindo o islã no Barém. As duas dioceses que as ilhas possuíam perduraram até 835. Quando Maomé morreu, muitas das tribos que haviam se convertido ao islã regressaram ao cristianismo, mas foram punidos pelo califa. O segundo califa, Omar II, considerou que "duas religiões não podiam coexistir na Arábia". Ainda hoje em dia, este slogan é popular na região. O governante deu às tribos cristãs as opções de retornar ao islã, tributação pesada ou deixarem a região. A terceira opção foi a escolhida pela maioria, que migrou para a Anatólia e para a Síria. As tribos árabes cristãs da Península Arábica perduraram até o século IX.
Em 1521, exploradores portugueses chegam à região, trazendo consigo missionários católicos. Seu domínio perdurou até a invasão dos árabes da Pérsia em 1602, apagando toda a influência católica construída. Em 1782, uma família kuwaitiana tomou o controle, apoiada pelos britânicos, assim permanecendo entre os anos de 1820 até 1971. Enquanto a Grã-Bretanha se preparava para se desligar da região, o Barém desenvolveu um governo de transição em 1970, quatro décadas depois de a descoberta de jazidas de petróleo ter impulsionado a sua economia. O país permaneceu quase inteiramente muçulmano e o Islã era a religião oficial, embora houvesse liberdade religiosa garantida dentro de certos limites. Milhares de cristãos expatriados viajaram ao Barém, iniciando a formação de uma nova e florescente comunidade cristã.

## Atualmente

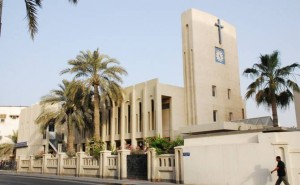
Igreja do Sagrado Coração, localizada em Manama.

As mulheres etnicamente barenitas são proibidas de se casar com um não muçulmano. Uma cristã casada com um muçulmano terá negados seus direitos a custódia dos filhos e herança. Elas também sofrem pressão da família ao se converter, são agredidas, casadas à força com muçulmanos, ou até ser ameaçadas de morte.  Mesmo as trabalhadoras estrangeiras está vulneráveis, especialmente com a possibilidade de estupro, e têm de usar roupas típicas do islã para tentar evitar situações de abuso. Enquanto isso, os homens que se convertem normalmente são demitidos do trabalho, expulsos de casa e da família e ameaçados.
A construção de novas igrejas depende da aprovação do governo, e dificilmente é permitida; em razão disso, normalmente as igrejas ficam superlotadas. Os católicos têm três opções de igrejas: a Catedral de Nossa Senhora da Arábia, situada em Awali, a Igreja do Sagrado Coração em Manama, construída em 1939 após o terreno ser doado pelo então rei, Hamad ibn Isa Al-Khalifa, e uma casa de culto pequena, que é partilhada com os anglicanos em Awali. Atualmente, a catedral recebe cerca de mil visitantes por dia.
A grande maioria dos católicos que vivem na região são trabalhadores estrangeiros, especialmente oriundos das Filipinas, os quais formavam uma única paróquia em 2000, liderada por três padres e auxiliada por menos de 100 religiosos. Os líderes da Igreja não tem permissão de falar sobre questões políticas, e nem de fazer proselitismo. Em janeiro de 2000, o emir bareinita Hamad bin Isa al-Khalifa, reuniu-se com o Papa João Paulo II antes mesmo de o Barém ter estabelecido relações diplomáticas formais com a Santa Sé. A Igreja gerencia no país duas escolas primárias, que atendem 987 estudantes, e uma escola média, que atende 328 estudantes.
Em 10 de dezembro de 2021, foi consagrada a Catedral de Nossa Senhora da Arábia em Awali, sendo ela a maior igreja católica da Península Arábica, com capacidade para 2.300 pessoas, e a primeira catedral a ser inaugurada na região em 60 anos. O terreno em que ela foi construída foi doado Rei do Barém, Hamad ibn Isa Al Khalifa, e também foram feitos uma área residencial para a cúria episcopal, uma casa de hóspedes e instalações educativas. É a igreja mais importante do Vicariato Apostólico da Arábia Setentrional. No mesmo mês, o governo barenita atribuiu um novo terreno para um cemitério cristão em Salmabad. No fim de 2021, o município de Awali ainda não havia aprovado a construção de outras três igrejas cristãs propostas, evidenciando a lentidão do governo em permitir a construção de templos cristãos. Em 19 de maio de 2014, o Rei barenita havia visitado o Papa Francisco no Vaticano e deu-lhe de presente uma maquete da catedral que ainda estava em construção. A pedra fundamental do templo foi doada pelo Papa.

## Organização territorial

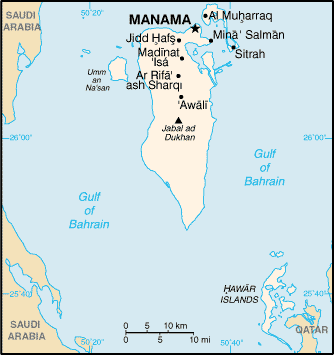
O Vicariato Apostólico da Arábia Setentrional cobre todo o território do Barém.

O catolicismo está presente no país com uma circunscrição eclesiástica de rito romano, o Vicariato Apostólico da Arábia Setentrional, que, além de incluir todo o território bareinita, também inclui a Arábia Saudita, o Catar e o Kuwait.

## Conferência Episcopal
A reunião de bispos de vários países do Chifre da África e Oriente Médio, incluindo o Barém, forma a Conferência dos Bispos Latinos das Regiões Árabes, que foi criada em 31 de março de 1967.

## Nunciatura Apostólica
A Nunciatura Apostólica do Barém foi criada em 2001, e sua sede fica localizada na Cidade do Kuwait.

## Visitas papais
O país foi visitado uma vez pelo Papa Francisco, entre os dias 3 e 6 de novembro de 2022, e foi considerada histórica, por dar um importante passo para o diálogo inter-religioso; o Santo Padre também frisou a importância de a liberdade religiosa ser posta em prática.
| “ | No Pentecostes – dizem os Atos dos Apóstolos –, os discípulos 'encontravam-se todos reunidos no mesmo lugar' (2, 1). Notemos como o Espírito, apesar de Se pousar sobre cada um, todavia escolhe o momento em que estão todos juntos. Podiam adorar a Deus e fazer bem ao próximo mesmo separadamente, mas é convergindo em unidade que se abrem de par em par as portas à obra de Deus. O povo cristão é chamado a reunir-se, para que aconteçam as maravilhas de Deus. O fato de estar aqui no Barém como um pequeno rebanho de Cristo, disperso em vários lugares e confissões, ajuda a sentir a necessidade da unidade, da partilha da fé: assim como neste arquipélago não faltam ligações seguras entre as ilhas, assim aconteça também entre nós, para não estarmos isolados, mas em comunhão fraterna. | ” |
|   | — Discurso de Francisco no encontro ecumênico e oração pela paz, no dia 4 de novembro de 2022. |   |